# Artschil Sulakauri
Artschil Sulakuri (georgisch არჩილ სულაკაური; * 15. Februar 1927 in Tiflis; † 26. August 1997 ebenda) war ein georgischer Schriftsteller.

## Leben
Er wurde als Sohn eines Filmdramatikers geboren und absolvierte ein Studium an der Fakultät für Philologie der Staatlichen Universität Tiflis. Nach einer sich hieran anschließenden Aspirantur wurde er Abteilungsleiter bei der Zeitschrift Mnatobi. 1973 übernahm er die Funktion des Direktors des Verlags Nakadulli. Ab 1982 war er leitender Redakteur bei Mnatobi. Seine Werke werden als Prosa mit deutlichen lyrischen Zügen beschrieben.

## Auszeichnungen
Sulakauri wurde mit dem Schota-Rustaweli-Staatspreis ausgezeichnet.

## Werke
- leksebi, (Gedichte), Lyrikband, 1951
- sagzali, (Reiseproviant), Lyrikband, 1959
- talrebi napirisaken miiscrepian, (Die Wellen treiben zum Ufer), Erzählungsband, 1960
- cemi kucis dresascauli, (Festtag auf meiner Straße), Lyrikband, 1960
- zevit da kvevit, (Auf und nieder), Erzählungsband, 1962
- cqaldidoba, (Hochwasser), Erzählungsband, 1963
- okros tevzi, (Der Goldfisch), Roman, 1966
- salamuras tavgadasavali, (Die Abenteuer Salamuras), Erzählungsband, 1968
- motxrobebi, romani, (Erzählungen, Roman), Erzählungsband, 1972
- sadosnuri kaba, (Das Zauberkleid), Erzählungsband, 1974
- otxive mxridan, (Von vier Seiten), Lyrikband, 1975
- leksebi, (Gedichte), Lyrikband, 1977
- leksebi, motxrobebi, (Gedichte, Erzählungen), Lyrikband, 1977
- sicume, (Stille), Lyrikband, 1978
- leksebi, (Gedichte), Lyrikband, 1980
- davicqebuli misamartebi, (Die vergessenen Adressen), Erzählungsband, 1981
- Drehbuch zum Kurzfilm Igelchen (1979)

Einige seiner Werke wurden ins Russische, Deutsche, Bulgarische, Ungarische, Slowakische und andere Sprachen übersetzt.